# Worshipful Company of Shipwrights

Escudo de armas de la
Shipwrights' Company

Worshipful Company of Shipwrights (del español: Gremio de Constructores de Galeones o literalmente Excelentísima Compañía de Constructores de Galeones) es una compañía de librea, uno de los antiguos gremios de la City de Londres, Inglaterra. Los carpinteros de ribera de Londres formaron una cofradía en 1199, hasta que se convierte en 1782 por carta real de incorporación como la Shipwrights' Company de la City de Londres.
Hoy en día los Shipwrights de Londres, al igual que otros antiguos gremios, existen como una fundación de caridad apoyando la industria marítima y también el Lord-Mayor de Londres: en 2015-16, don Jeffrey Mountevans (exmaestro constructor y corredor marítimo de profesión).